# Redbridge (London Underground)

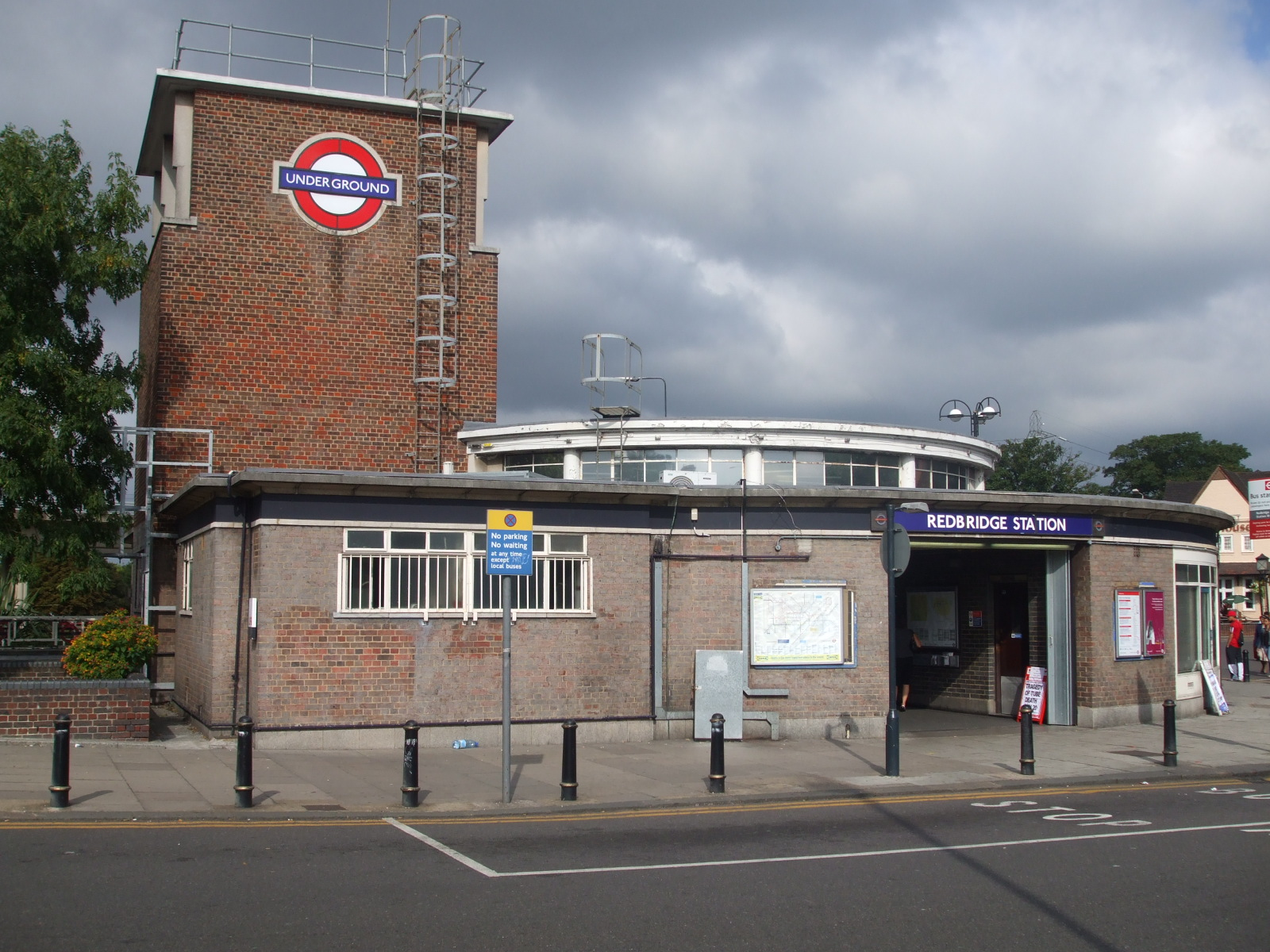
Stationsgebäude

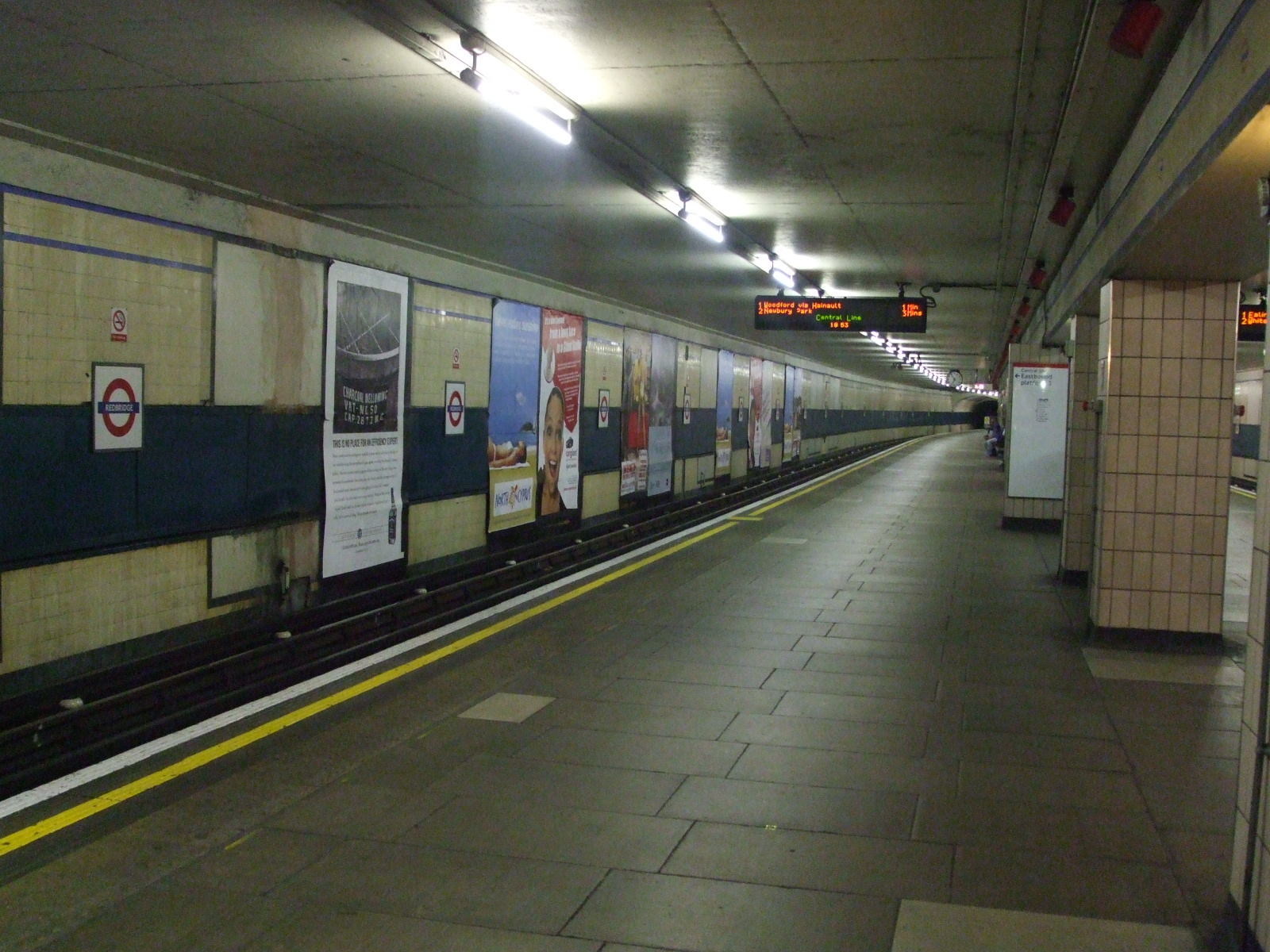
Bahnsteig

Redbridge ist eine unterirdische Station der London Underground im Stadtbezirk London Borough of Redbridge. Sie liegt in der Travelcard-Tarifzone 4 an der Kreuzung der Eastern Avenue (A12) und des Zubringers zur Autobahn M11. Im Jahr 2014 nutzten 2,91 Millionen Fahrgäste diese von der Central Line bediente Station.
Die Bauarbeiten an der Station begannen Ende der 1930er Jahre, mussten aber wegen des Zweiten Weltkriegs unterbrochen werden. Der bereits fertiggestellte Tunnel zwischen Leytonstone und Newbury Park diente einige Jahre lang als unterirdische Fabrik für Flugzeugteile des Plessey-Konzerns; eine Güterbahn mit einer Spurweite von 457 mm verband die einzelnen Abteilungen miteinander. Nach Kriegsende entfernte man die Fabrikationsanlagen und setzte den Bau der U-Bahn-Strecke fort.
Die Station mit dem von Charles Holden entworfenen Eingangsgebäude wurde am 14. Dezember 1947 eröffnet. Sie liegt lediglich 5,2 Meter unter der Oberfläche und ist damit die am wenigsten tief gelegene unterirdische Station des Röhrenbahn-Typs. Seit 2011 steht sie unter Denkmalschutz (Grade II).